# Menzendorf
Menzendorf ist eine Gemeinde im Westen des Landkreises Nordwestmecklenburg in Mecklenburg-Vorpommern (Deutschland). Die Gemeinde wird vom Amt Schönberger Land mit Sitz in der Stadt Schönberg verwaltet.

## Geografie
Die Gemeinde Menzendorf liegt am Menzendorfer See zwischen Schönberg und Grevesmühlen, großräumiger gesehen zwischen Lübeck und Wismar in einem hügeligen Gebiet, das von den Flüssen Maurine, Radegast und Stepenitz begrenzt wird.
Umgeben wird Menzendorf von den Nachbargemeinden Stepenitztal im Norden, Grieben im Osten, Roduchelstorf im Süden sowie Schönberg im Westen.
Zu Menzendorf gehören die Ortsteile Lübsee, Lübseerhagen und Rottensdorf.

## Geschichte
1341 wurde das Dorf erstmals urkundlich genannt, der Ortsteil Rottensdorf 1359. Menzendorf, das zum Besitz derer von Bülow zählte, wurde als Rundling angelegt. Ältester Teil der Gemeinde ist der heutige Ortsteil Lübsee, eine slawische Gründung (Ersterwähnung 1158).
1823 übernahm Christian Ferdinand Siemens die Bewirtschaftung der Domäne Menzendorf. Seine Söhne Werner von Siemens und der hier geborene Carl Heinrich von Siemens begründeten später den Siemens-Konzern.
Am 1. Juli 1950 wurden die bis dahin selbständigen Gemeinden Blüssen, Lübseerhagen, Menzendorf, Hof (auch Hof Menzendorf) und Rottensdorf eingegliedert. Blüssen kam jedoch bereits am 1. Juli 1956 zu Papenhusen und ging dann 2014 in der neuen Gemeinde Stepenitztal auf.

## Politik

### Gemeindevertretung und Bürgermeister
Der Gemeinderat besteht (inkl. Bürgermeisterin) aus 6 Mitgliedern. Die Wahl zum Gemeinderat am 26. Mai 2019 hatte folgende Ergebnisse:
| Partei/Bewerber                            | Prozent | Sitze |
| ------------------------------------------ | ------- | ----- |
| Anwohner-Interessengemeinschaft Menzendorf | 73,40   | 4     |
| Wählergruppe Menzendorf                    | 26,60   | 2     |

Bürgermeisterin der Gemeinde ist Anke Goerke, sie wurde mit 82,44 % der Stimmen gewählt.

### Dienstsiegel
Die Gemeinde verfügt über kein amtlich genehmigtes Hoheitszeichen, weder Wappen noch Flagge. Als Dienstsiegel wird das kleine Landessiegel mit dem Wappenbild des Landesteils Mecklenburg geführt. Es zeigt einen hersehenden Stierkopf mit abgerissenem Halsfell und Krone und der Umschrift „GEMEINDE MENZENDORF • LANDKREIS NORDWESTMECKLENBURG“.

## Sehenswürdigkeiten
- im Ortsteil Lübsee Frühgotische Kirche aus Backstein und mit spitzem Turmhelm und eingezogenem Rechteckchor und Turm von 1901 in Sichtweite der Bundesautobahn 20 etwas östlich der Anschlussstelle Schönberg. Die Kirche wird daher nachts angestrahlt. Sie verfügt über eine Friese-Orgel.

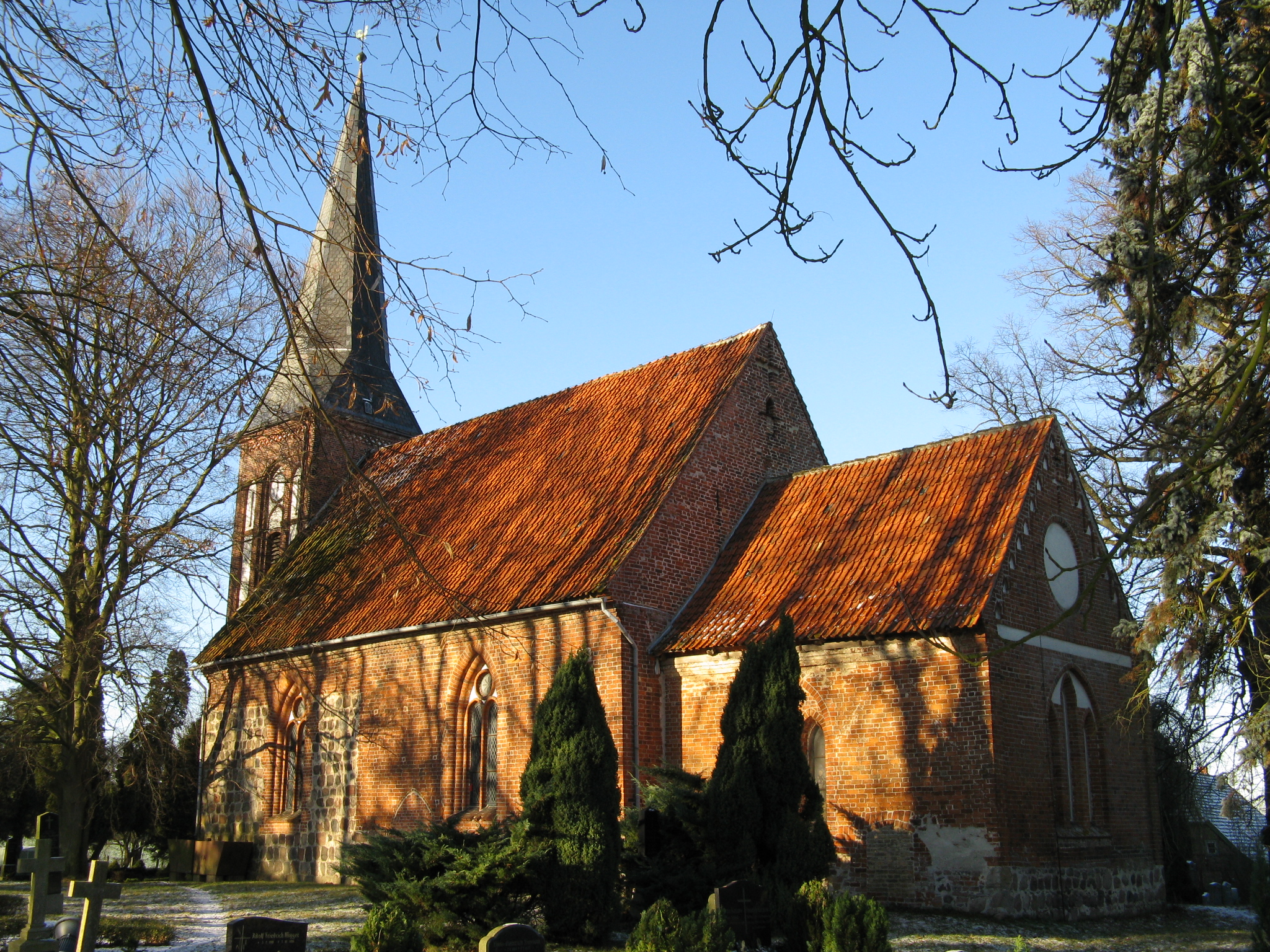
Kirche in Lübsee
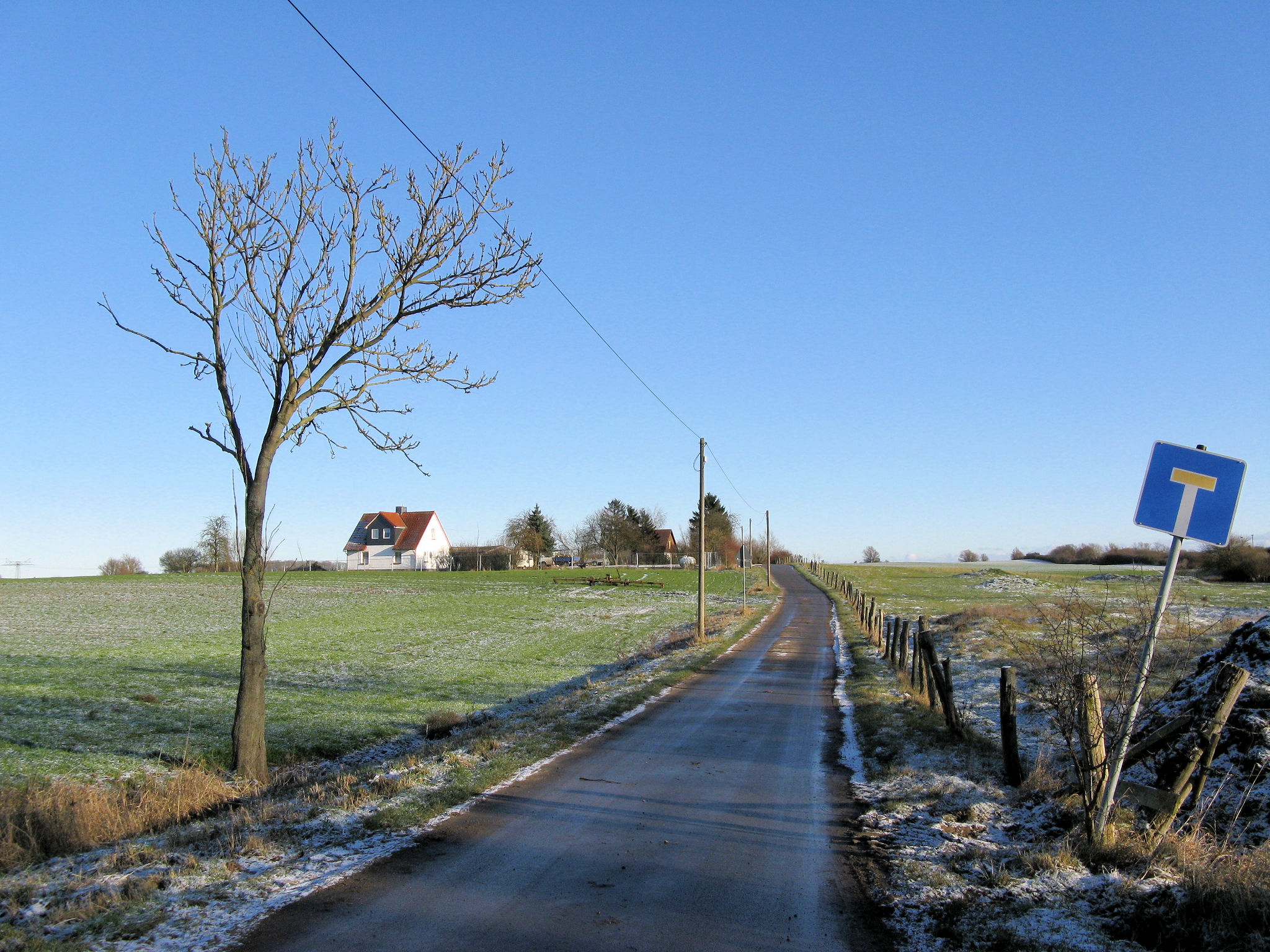
Menzendorf-Ausbau
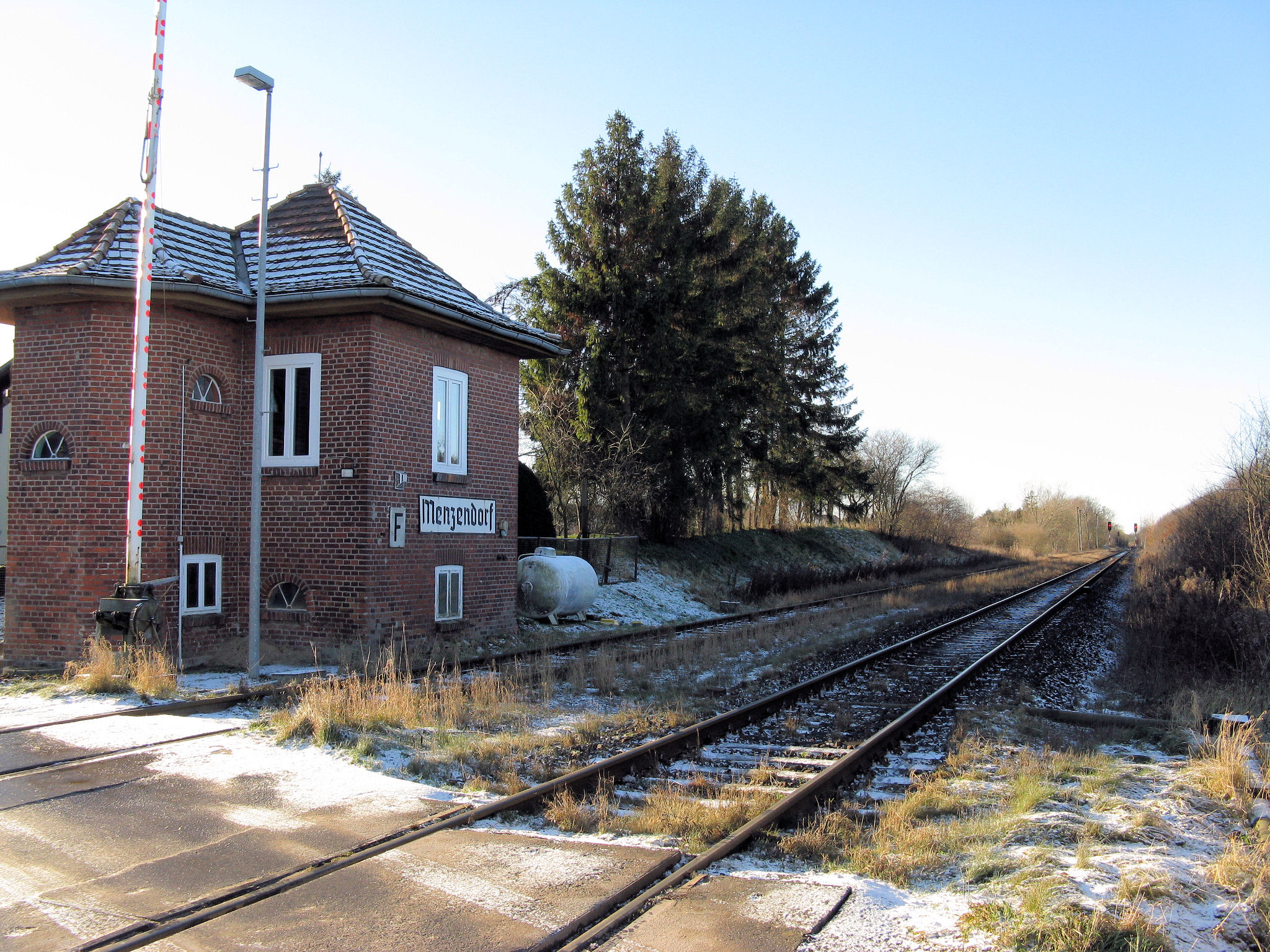
Bahnübergang und Stellwerk in Menzendorf

## Wirtschaft und Infrastruktur
In Menzendorf sind neben Landwirtschaftsbetrieben einige Handwerksunternehmen angesiedelt, so unter anderem eine Bootsbau-Firma, eine Mosterei, ein Gartenbau- sowie ein Trockenbau-Betrieb. Darüber hinaus befinden sich im Ort eine Kindertagesstätte („Zwergenstübchen“) und ein Fliesenlegerbetrieb.

## Verkehrsanbindung
Die Bundesautobahn 20 (Lübeck–Wismar) führt an Menzendorf vorbei, die nächste Anschlussstelle (Schönberg) liegt fünf Kilometer entfernt. Es bestehen gute Straßenverbindungen nach Schönberg, Dassow und Grevesmühlen. Am Ortsrand von Menzendorf verläuft die Bahnstrecke Lübeck–Bad Kleinen mit einem Bahnhof, an dem seit Juni 1996 keine Züge mehr halten. Die nächsten noch bedienten Bahnhöfe befinden sich in Grieben und Schönberg.

## Persönlichkeiten
- Johann Joachim Hartwig Meyer (1807–1884), Pastor in Wismar, für die Entwicklung des Badeortes Boltenhagen bedeutsam
- Friedrich Siemens (1826–1904), deutscher Industrieller und Bruder von Werner von Siemens
- Carl Heinrich von Siemens (1829–1906), deutscher Industrieller und Bruder von Werner von Siemens

## Belege
1. ↑  Statistisches Amt M-V – Bevölkerungsstand der Kreise und Gemeinden 2024 (XLS-Datei) (Amtliche Einwohnerzahlen in Fortschreibung des Zensus 2022) (Hilfe dazu).
2. ↑   Sabine Bock: Herrschaftliche Wohnhäuser auf den Gütern und Domänen in Mecklenburg-Strelitz. Architektur und Geschichte. (= Beiträge zur Architekturgeschichte und Denkmalpflege, 7.1–3), Thomas Helms Verlag Schwerin 2008, ISBN 978-3-935749-05-3, Band 2, S. 607–611.
3. ↑  Zweckverband Kommunale Datenverarbeitung Oldenburg(ZKO)
4. ↑  Zweckverband Kommunale Datenverarbeitung Oldenburg(ZKO)
5. ↑  Hauptsatzung § 1 Abs.2
6. ↑  Menzendorf im Wandel der Zeit Beitrag in drehscheibe-online.de von 13. März 2015, abgerufen am 9. März 2023.